# أخيل أكينيني
أخيل أكينيني (من مواليد 8 أبريل 1994) هو ممثل هندي معروف بأعماله فيالسينيماء التيلجو . هوى من مواليد سان خوسيه في كاليفورنيا ، وترعرع في حيدر اباد في الهند ظهر أخيل لأول مرة في الأفلام كفنان طفل في فيلم الأطفال (1994)، والذي فاز عنه بجائزة فيلم فير الخاصة . وهو أيضًا قائد فريق الكريكيت تيلجو وريروس الذي يتنافس في سيليبريتر كريسكيت لوجيإ
درس أكينيني في تشيتانيا فيديالايا، وتوجه لاحقًا إلى أستراليا لمدة عامين. عاد لإكمال دراسته في مدرسة اوكريكيدج الدولية ، حيدر ابادا . تابع التمثيل كمهنة في سن 16 عامًا والتحق بدورة التمثيل في مسرح لي ستراسبيرج ومعهد السينما في نيويورك.  وهو حاصل أيضًا على درجة البكالوريوس في إدارة الأعمال من جامعة جنوب فلوريدا . 